# Aby Warburg
Aby Moritz Warburg (n. 13 iunie 1866, Hamburg, Confederația Germană – d. 26 octombrie 1929, Hamburg, Republica de la Weimar) a fost un istoric al artei și un teoretician al culturii german care a fondat Biblioteca pentru Studii Culturale (Kulturwissenschatliche Bibliothek Warburg) care mai târziu s-a mutat la Londra și a devenit The Warburg Institute. În centrul cercetărilor sale se afla moștenirea lăsată de lumea clasică. Warburg se autodefinea: „Inimă din Hamburg, sânge de evreu, suflet florentin”.
Aby Warburg s-a născut la Hamburg într-o familie bogată de evrei germani. Ascendenții familiei erau la origine din Veneția și se chemau del Banco. Există documente în care apare Anselmo del Banco ca unul dintre cei mai bogați locuitori ai Veneției de la începutul secolului al XVI-lea. În 1513 del Banco primește de la Republica Venețiană autorizația să dea bani cu împrumut cu dobândă. Del Banco și familia sa au părăsit Veneția în momentul în care au apărut noi interziceri în mediul financiar orientate împotriva comunității evreiești și a fost constituit ghetoul. Atunci familia s-a stabilit la Bologna, iar de acolo, în cursul secolului al XVI-lea în orașul german Warburg, de unde au luat și numele. În secolul al XVII-lea familia s-a transferat din nou, la Altona, suburbie a orașului Hamburg. Doi frați Warburg au înființat casa bancară M. M. Warburg & Co în Hamburg, care în prezent are din nou filiale în oraș, fiind una dintre cele mai vechi bănci de investiții din lume. Aby Warburg a fost primul din cei șapte copii ai lui Moritz Warbug, director la Hamburg Bank, și a soției acestuia Charlotte, născută Oppenheim. Aby Warburg  a demonstrat în mod precoce un interes pentru literatură și istorie, în timp ce al doilea dintre copii, Max Warburg, a devenit bancher.  Frații mai mici, Paul și Felix, au intrat de asemenea în domeniul bancar. Max Warburg a fost cel care a transformat banca familiei Warburg într-o afacere trans-națională. 

Copilăria și adolescența
Aby Warburg a crescut într-un mediu familial conservator evreiesc. De mic a demonstrat un caracter instabil, imprevizibil și schimbător. În copilărie a reacționat împotriva ritualelor religioase practicate cu meticulozitate de familia sa, iar mai târziu a refuzat toate proiectele de carieră trasate pentru el. Nu a vrut să fie rabin, cum voia bunica lui, și nici doctor sau avocat. 
În ciuda opoziției din partea rudelor a perseverat în studierea istoriei artei. Aby, în mod notoriu, a făcut o înțelegere cu fratele său Max prin care îi ceda acestuia dreptul său de prim născut de a conduce afacerea de familie în schimbul angajamentului lui Max că îi va procura toate cărțile de care va avea vreodată nevoie. 